# Treinta días tiene noviembre
"Treinta días tiene noviembre" es un verso mnemotécnico tradicional que se usa para recordar el número de días en los meses de los calendarios juliano y gregoriano. Surgió como una tradición oral y existe en muchas variantes, se originó en el Renacimiento, en forma de un poema latino, sin embargo la versión más antigua hallada es en inglés.

Los versos son los siguientes:
Treinta días tiene (o trae) noviembre 
con abril, junio y septiembre.
De veintiocho sólo hay uno

Los demás de treinta y uno

## Historia
La irregularidad de la duración de los meses desciende del calendario romano, que llegó a adoptarse en toda Europa y luego en todo el mundo. Los meses del calendario lunar original de Roma habrían variado entre 29 y 30 días, dependiendo de las observaciones de las fases de la luna. Las reformas acreditadas a Rómulo y Numa establecieron un año fijo de doce meses fijos ;posiblemente bajo la influencia de los pitagóricos en el sur de Italia, Roma consideró más afortunados los números impares y fijó la duración de los nuevos meses en 29 y 31 días, además del último mes de febrero y el mes intercalado Mercedonius. Su sistema imperfecto y la manipulación política de la intercalación hicieron que se desalineara en gran medida con el año solar. En lugar de adoptar un nuevo sistema César reformó el calendario de manera de mantener la mayor continuidad posible con el calendario antiguo; se eliminó Mercedonius, se mantuvieron los cuatro meses existentes de 31 días, febrero se mantuvo sin cambios, aparte de los años bisiestos, y se agregaron los diez días adicionales necesarios del año a los meses de 29 días para hacerlos 30 o 31 días de duración.
Hacia el Renacimiento, la irregularidad del sistema resultante había inspirado versos latinos para recordar el orden de los meses largos y cortos. La primera forma publicada conocida apareció en una edición de 1488 de los versos latinos de Anianus:

Junius Aprilis September et ipse November

Dant triginta dies reliquis supadditur unus

De quorum numero Februarius excipiatur.
Junio, April, Septiembre, y Noviembre mismo

Dale treinta días, suma uno más al resto,

Excepto a febrero que es la excepción

En 2011, el autor galés Roger Bryan descubrió una forma inglesa más antigua del poema  escrito en la parte inferior de una página del calendario de santos de febrero dentro de un manuscrito latino en los manuscritos Harleian de la Biblioteca Británica. Él fechó la entrada en 1425 ±20 años.

Thirti dayes hath Novembir

April June and Septembir.

Of xxviij is but oon

And alle the remenaunt xxx and j
Treinta días tiene noviembre,

abril, junio, y septiembre.

De veintiocho sólo hay uno

Todos los que quedan treinta y uno.

La primera versión publicada en inglés  apareció en el Compendio de las crónicas de Inglaterra de Richard Grafton en 1562 como "Una regla para saber cuántos días es Euery Moneth en Yere Hath":
"Septiembre" y "Noviembre" tienen ritmo y rima idénticos en inglés, siendo, por lo tanto, poéticamente intercambiables. Las primeras versiones inglesas tendían a favorecer a noviembre y hasta 1891 se daba como la forma más común de la rima en algunas partes de los Estados Unidos. En español e italiano se ha conservado esta forma, abandonada en Estados Unidos y Gran Bretaña en favor de la que empieza con septiembre.  

## Legado
Groucho Marx afirmó: "Mi poema favorito es el que comienza con 'Treinta días tiene septiembre...', porque en realidad significa algo". Por otro lado, se ha burlado de la inutilidad de una mnemotécnica tan complicada, como en la parodia de principios del siglo XX "Treinta días tiene septiembre". / Pero todo el resto no lo recuerdo." 
Continúa enseñándose en las escuelas a medida que los niños aprenden el calendario, aunque otros emplean la mnemotecnia de los nudillos en su lugar.